# Donnie Dacus
Donnie Dacus (né le 12 octobre 1951 à Galena Park, Texas, États-Unis) est un guitariste et parolier américain. Il a notamment travaillé avec Stephen Stills de Crosby, Stills & Nash au début des années 1970, et avec le groupe Chicago en 1978 et 1979.
Dans le film Hair, réalisé par Miloš Forman en 1979, il tient le rôle du hippie Woof.